# Frank Rose
Frank Herbert Rose (* 5. Juli 1857 in Lambeth (heute zu London); † 10. Juli 1928) war ein britischer Politiker. Er wurde als Sohn von Thomas und Ellen Mary Rose geboren und war zunächst als Ingenieur tätig. Später betätigte sich Rose auch als Schriftsteller, Journalist und Dramatiker.

## Politischer Werdegang
Bei den Unterhauswahlen 1906 bewarb sich der Labour-Politiker erstmals um ein Mandat im britischen Unterhaus. In seinem nordenglischen Wahlkreis Stockton-on-Tees konnte er jedoch nicht die nötige Stimmenzahl erlangen. Bei den Unterhauswahlen 1910 trat Rose im westenglischen Wahlkreis Crewe an und verpasste den Einzug in das Unterhaus ein weiteres Mal. Im schottischen Wahlkreis Aberdeen North trat die Labour Party bei den Unterhauswahlen 1918 erstmals an. Ihrem Kandidaten Frank Herbert Rose gelang es auf Anhieb mit einem Stimmenanteil von 50,9 % die Stimmmehrheit und damit einen Sitz im House of Commons zu erreichen. Dabei setzte er sich gegen den liberalen Duncan Pirie durch, der den Wahlkreis seit 1896 vertrat. Bei den folgenden Unterhauswahlen in den Jahren 1922, 1923 und 1924 verteidigte Rose sein Mandat für Aberdeen North. Mit seinem Ableben am 10. Juli 1928 wurden im Wahlkreis Aberdeen North Nachwahlen erforderlich, die Rose Parteikollege William Wedgwood Benn für sich entscheiden konnte.